# Tennis de table aux Jeux du Commonwealth de 2014
Navigation
Édition précédente Édition suivante
Les compétitions de Tennis de table des Jeux du Commonwealth 2014 se sont déroulées du 24 juillet au 2 août 2014 à Glasgow en Écosse.
Il y a sept épreuves, simples et doubles chez les hommes et les femmes, un double mixte et les compétitions par équipes hommes et femmes.

## Résultats
| Event            | Or                                                                   | Argent                                                                          | Bronze                                                                      |
| ---------------- | -------------------------------------------------------------------- | ------------------------------------------------------------------------------- | --------------------------------------------------------------------------- |
| Simple messieurs | Zhan Jian                                                            | Gao Ning                                                                        | Liam Pitchford                                                              |
| Simple dames     | Feng Tianwei                                                         | Yu Mengyu                                                                       | Lin Ye                                                                      |
| Double messieurs | Singapour Gao Ning Li Hu                                             | Inde Sharath Kamal Amalraj Anthony Arputharaj                                   | Singapour Yang Zi Zhan Jian                                                 |
| Double dames     | Singapour Feng Tianwei Yu Mengyu                                     | Australie Miao Miao Lay Jian Fang                                               | Canada Anqi Luo Zhang Mo                                                    |
| Double mixte     | Angleterre Paul Drinkhall Joanna Drinkhall                           | Angleterre Liam Pitchford Tin-Tin Ho                                            | Angleterre Daniel Reed Kelly Sibley                                         |
| Équipe hommes    | Singapour Chew Zheyu Clarence Gao Ning Li Hu Yang Zi Zhan Jian       | Angleterre Andrew Baggaley Paul Drinkhall Liam Pitchford Daniel Reed Sam Walker | Nigeria Bode Abiodun Quadri Aruna Jide Ogidiolu Ojo Onaolapo Segun Toriola  |
| Équipe dames     | Singapour Feng Tianwei LI Siyun Isabelle Lin Ye Yu Mengyu Zhou Yihan | Malaisie Beh Lee Wei Ho Ying Lee Rou You Ng Sock Khim                           | Australie Miao Miao Zhenhua Dederko Jian Fang Lay Melissa Tapper Ziyu Zhang |

## Tableau des médailles
| Rang  | Nation     | Or | Argent | Bronze | Total |
| ----- | ---------- | -- | ------ | ------ | ----- |
| 1     | Singapour  | 6  | 2      | 2      | 10    |
| 2     | Angleterre | 1  | 2      | 2      | 5     |
| 3     | Australie  | 0  | 1      | 1      | 2     |
| 4     | Inde       | 0  | 1      | 0      | 1     |
| 4     | Malaisie   | 0  | 1      | 0      | 1     |
| 6     | Canada     | 0  | 0      | 1      | 1     |
| 6     | Nigeria    | 0  | 0      | 1      | 1     |
| Total | Total      | 7  | 7      | 7      | 21    |